# 武藝精研百餘年，轉世成精靈重拾武者修行
《武藝精研百餘年，轉世成精靈重拾武者修行》是赤石赫赫所作的日本輕小說作品，插圖由bun150繪畫，本為投稿網站《成為小說家吧》連載的網絡小說，後來在2014年經由富士見書房出版書籍，中文版則由台灣角川發行。

## 故事簡介
武術家斯拉瓦活了百餘年，在辭世前始終未能以最強的名號稱霸天下。然而，他的習武之道並未就此中斷，因為他不僅轉世成為跨越種族中長壽的精靈，還保有前世的記憶，而且他居然還立志成為武術大師，朝著稱霸全國的目標邁進。
在進入學院就讀後，愛情悄悄開始萌芽，斯拉瓦仍沒有因此迷失心智。但在與過去的勁敵的孫女雪莉露的一次交手中，讓斯拉瓦的武者修行之道開始出現波瀾。

## 登場角色
斯拉瓦·馬歇爾
靜寂流的掌門人，本名斯拉瓦·貝薩（スラヴァ＝ヴェサー），因為敵不過年老和疾病，最終懷着無法達到武藝巔峰的懊悔而臨終。
之後重新投胎轉生來到三十年後的世界，成為了壽命長的精靈，從而開始第二人生。
雪莉露·布拉姆
傑司達的孫女，是精靈與魔人的混血，很容易受到體內魔人之血的驅使，而陷入瘋癲狂暴的狀態，平常的樣子是個不諳世事、天真無邪的少女。
蘇娜
蕾蒂絲
靜寂流門徒，崇拜艾爾瑪。
瑟莉亞·庫佛倫
主角:斯拉瓦轉生後上學認識的第一位朋友，班上的風雲人物，夢想是當演藝人員，後面喜歡著斯拉瓦。
席德·奧爾達姆
一頭散亂的綠色短發，給人活潑的印象，加上帶有攻擊性的凶狠眼神，喜歡惡作劇，嘴巴也很惡毒，一有機會活動筋骨，他便會變得積極起來。
第一次上午術課的對手，輸給斯拉瓦後非常尊敬他,最後成為了好朋友，夢想是當冒險家。
艾爾瑪·靜寂
斯拉瓦前世的門徒，並被收為養女，在斯拉瓦死前將「靜寂」之名託付給她。
道格拉斯·普拉德
魔人少年。
傑司達·布拉姆
武術家，自創出布拉姆流決鬥術，曾與斯拉瓦打得不相上下。因為身邊有了一個孫女雪莉露，所以性格變得圓滑許多，時常變成溺愛孫女的笨蛋爺爺。

## 出版書籍
| 集數 | 富士見書房     | 富士見書房             | 台灣角川       | 台灣角川               |
| 集數 | 發售日期       | ISBN                   | 發售日期       | ISBN                   |
| ---- | -------------- | ---------------------- | -------------- | ---------------------- |
| 1    | 2014年8月20日  | ISBN 978-4-04-070135-6 | 2015年6月17日  | ISBN 978-986-366-546-5 |
| 2    | 2014年10月18日 | ISBN 978-4-04-070147-9 | 2015年11月11日 | ISBN 978-986-366-799-5 |
| 3    | 2015年3月20日  | ISBN 978-4-04-070484-5 | 2016年3月18日  | ISBN 978-986-473-004-9 |
| 4    | 2015年6月20日  | ISBN 978-4-04-070485-2 | 2016年5月19日  | ISBN 978-986-473-091-9 |
| 5    | 2015年8月20日  | ISBN 978-4-04-070697-9 | 2016年8月29日  | ISBN 978-986-473-250-0 |
| 6    | 2015年10月20日 | ISBN 978-4-04-070698-6 | 2016年12月19日 | ISBN 978-986-473-444-3 |
| 7    | 2016年2月20日  | ISBN 978-4-04-070699-3 | 2017年3月16日  | ISBN 978-986-473-510-5 |
| 8    | 2016年6月18日  | ISBN 978-4-04-070931-4 | 2017年10月25日 | ISBN 978-986-473-839-7 |
| 9    | 2016年10月20日 | ISBN 978-4-04-070932-1 |                |                        |
| 10   | 2017年2月18日  | ISBN 978-4-04-070933-8 |                |                        |

## 外部連結
- （日語）武藝精研百餘年，轉世成精靈重拾武者修行 | 富士見書房 （页面存档备份，存于）
- （日語）武藝精研百餘年，轉世成精靈重拾武者修行（「成為小說家吧」網上連載）[永久]